# Madison Montgomery
Madison Montgomery est l'un des personnages principaux de la série télévisée American Horror Story, apparaissant dans les troisième et
 huitième saisons.

## Présentation
Madison Montgomery est une célèbre actrice hollywoodienne rémunérée à plusieurs millions de dollars par film, égocentrique, alcoolique et toxicomane souffrant d'un souffle au cœur, qui a rejoint l'académie Robichaux après avoir provoqué la mort d'un réalisateur en utilisant ses pouvoirs.

## Évolution

### Saison 3Coven
Madison est victime d'un viol collectif, par huit membres d'une fraternité étudiante, pendant une soirée à laquelle elle s'est rendue avec Zoé Bensonn (Taissa Farmiga) récemment arrivée à l'académie de Madame Robichaux. Kyle Spencer (Evan Peters), un autre membre de la fraternité, qui venait de rencontrer Zoé, découvre la scène et les empêche de continuer. Alors que les étudiants tentent de s'enfuir en bus, Madison, qui a repris conscience, provoque grâce à ses pouvoirs un accident au bus de la fraternité, qui tue sept des neuf étudiants. Le lendemain matin, l'ensemble des élèves font la rencontre de Fiona Goode (Jessica Lange), suprême du Coven, qui fait immédiatement comprendre à Madison et Zoé qu'elle est au courant des faits de la veille.
Lorsque des enquêteurs se présentent et que Zoé, sous pression, avoue tout Fiona efface les souvenirs des enquêteurs, sermonne Zoé et Madison et leur dit qu'elles ne doivent avoir peur que d'elles-mêmes. Pour remercier Zoé d'avoir tué son premier violeur, elle l'aide à ressusciter Kyle, auquel elle s'était déjà attachée.
Alors que les pouvoirs de Madison se mettent à grandir subitement, Fiona Goode voyant en Madison la nouvelle suprême, s'en rapproche et lui avoue avoir elle-même tué en 1971 Anna-Lee Leighton, l'ancienne suprême qui était son mentor, pour la remplacer ; puis elle supplie vivement Madison de lui trancher la gorge. Madison refuse de le faire et, pendant la dispute qui en découle, Fiona la tue accidentellement en lui tranchant la gorge. Emma Roberts a indiqué avoir fortement travaillé cette scène du fait de l'importance qu'elle trouve à se faire tuer à l'écran par une actrice telle que Jessica Lange. Fiona Goode ordonne à Spalding (Denis O'Hare) d'enterrer le corps, celui-ci gardera le corps dans sa chambre remplie de poupées, pour la maquiller l'habiller comme l'une d'elles. Après avoir été ramenée à la vie par Misty Day (Lily Rabe), Madison a déclaré qu'elle ne se rappelait que de la couleur rouge et qu'il n'y a rien après la mort, seulement les ténèbres. Une fois revenue à la vie, elle s'intéresse à son tour à Kyle, se rapproche de lui en parlant de leurs morts mutuelles avant de coucher avec lui et de convaincre Zoé qu'elles peuvent se le partager en tant que petit ami.
Après que Madison et Zoé ont découvert la trahison de Queenie (Gabourey Sidibe) qui a rejoint le camp de Marie Laveau (Angela Bassett), Madison révèle sa résurrection à Fiona en prétendant être revenue toute seule puisqu'elle est la nouvelle suprême. Elle décide ensuite d'entrer en compétition avec Misty Day, considérée par les autres comme devant devenir la nouvelle suprême. Pour se débarrasser de cette rivale, elle l'emmène dans un cimetière pour lui montrer sa maîtrise du pouvoir de résurrection avant de l'enfermer dans une tombe. Par la suite, elle refuse d'aider Cordelia Goode (Sarah Paulson) à la retrouver. Misty réapparaît et s'en prend à Madison avant que l'homme à la hache, (Danny Huston) n'attaque les membres de l'Assemblée qui le tuent.
Alors que les élèves participent à l'épreuve des Sept Merveilles pour identifier la nouvelle Suprême, l'épreuve de Descensum révèle que l'enfer personnel de Madison a évolué puisqu'elle est désormais coincée dans une session de musique en réseau, jouant une nouvelle version de La Mélodie du Bonheur en n'étant "même pas le premier rôle".
Au cours d'une épreuve se transformant en jeu entre les participantes, Zoé meurt accidentellement mais Madison refuse de la ramener à la vie et de lui permette de revenir dans la course au titre de suprême, alors même que Cordelia lui fait remarquer qu'elle a aussi été ressuscitée. Madison prouve cependant sa maitrise du pouvoir de résurrection en tuant un insecte pour le ramener à la vie.
Cordelia accepte de participer aux épreuves des 7 merveilles et Madison échoue à l'épreuve de divination. Vexée par sa défaite, alors qu'elle s'estime suffisamment puissante pour mériter le titre de Suprême, Madison décide de quitter l'académie. Pendant que Cordelia ramène Zoé à la vie, Madison prépare ses valises mais elle se fait tuer par Kyle, qui lui reproche de ne pas avoir ramené Zoé tout en sachant ce qu'est la mort pour l'avoir été.
Spalding vient immédiatement récupérer son corps en précisant que personne ne demandera jamais où elle est passée.

### Saison 8Apocalypse
Après sa seconde mort en 2014, Madison est retournée dans son enfer personnel. Celui-ci à encore changé, puisqu'au lieu des ténèbres et du vide ou d'une nouvelle version de la Mélodie du Bonheur, elle est désormais employée d'un hypermarché où elle traite éternellement des retours d'achat sans fin pour des clients la confondant systématiquement avec d'autres célébrités, puis la cliente demande à parler au responsable qui envoyé Madison replier les serviettes qu'elle vient de plier.

Elle ressuscite à nouveau dans cette saison après que Michael Langdon (Cody Fern), accompagné de Queenie se présente dans l'enfer personnel de Madison pour la ramener à la vie et la conduire à l'école Hawthorne la faisant revenir dans l'intrigue de la série.
Cordelia, pour comprendre l'origine de Michael Langdon et l'empêcher de devenir Suprême décide d'envoyer Madison et Behold Chablis (Billy Porter) à la Murder House, ils sont informés de 36 morts dans la maison, ce qui est sans compter celles qui sont ignorées, et y apprennent que Michael Langdon est l'Antéchrist et qu'il a été élevé par Constance (Jessica Lange),. Ils finissent par libérer Moira (Frances Conroy) de la maison.
Après le massacre de l'ensemble des sorcières de l'Académie de Madame Robichaux, les survivantes, dont Madison, réfugiées dans l'ancienne habitation de Misty découvrent que Michael a brûlé les âmes des autres sorcières, les empêchant de pouvoir les ramener à la vie. Cordelia Goode reproche sévèrement à Madison de ne pas l'avoir informée plus tôt que Michael détenait ce pouvoir. Plus tard Madison découvre que Dinah Stevens (Adina Porter) avait fait un pacte avec Michael Langdon, et levé le sort de protection pour lui permettre d'entrer dans l'Académie Robichaux. Cordelia décide de faire un pacte avec Papa Legba consistant à remplacer l'âme de Marie Laveau par celle de Dinah. Avant que l'affrontement final commence Madison se désigne pour retenir le plus longtemps possible Michael qui finira par la tuer et la renvoyer dans son enfer personnel.
Après le meurtre de Michael par Mallory, (Billie Lourd) retournée dans le passé, elle a annulé les morts des sorcières commises par Michael, mais aussi à la résurrection de Madison par ce dernier. Mallory apprend aux spectateurs qu'elle a choisi d'attendre pour permettre à Madison de ressusciter pour la troisième fois.

## Théories
Toutes les saisons de la série étant liées entre elles, deux théories concernant le personnage de Madison Montgomery se sont développées sur internet :
- Madison Montgomery serait une parente des premiers propriétaires de la Murder House : Charles et Nora Montgomery.

- La saison 9 d'American Horror Story serait en fait elle un film ou une série au sein de l'univers de la série. Dans cette théorie le personnage joué par Emma Roberts serait dans la série en réalité joué par Madison Montgomery elle-même 
 Cette théorie du théâtre dans le théâtre, se fondant sur l'absence des acteurs phares de la série et la présence de marqueurs au sol, reste probable ; puisque la saison 6 (Roanoke) met en scène le tournage d'un documentaire concernant un film mettant lui-même en scène des faits concernant la colonie de Roanoke mentionnés dans la première saison, et que Madison Montgomery mentionne un projet de Slasher lors de la saison 8[22].